# Друзья (10-й сезон)
Десятый и финальный сезон американского телесериала «Друзья», премьера которого состоялась на канале NBC 25 сентября 2003 года, а заключительная серия вышла 6 мая 2004 года, состоит из 17 эпизодов.

## Сюжет

### События сезона
Отношения Джоуи и Рэйчел продолжаются три эпизода, после чего они возвращаются к дружбе. Чарли уходит от Росса к бывшему парню. Монике и Чендлеру в службе усыновления сообщают, что девушка по имени Эрика хочет отдать им ребёнка. В связи с этим пара начинает подыскивать новый дом ближе к окраине, где ребёнок смог бы нормально расти.
Майк и Фиби женятся. Из-за сильного снегопада планы рушатся, и свадьба происходит прямо на улице, у Центральной кофейни.
Рэйчел получает предложение о новой работе от старого знакомого, Марка. Работать придётся в Париже, и она готовится к переезду. Рэйчел прощается со всеми, кроме Росса, потому что, по её словам, с ним ей прощаться тяжелее всего. Они проводят ночь вместе, и Росс считает, что их отношения возобновились. Однако Рэйчел говорит ему, что «это был лучший способ сказать «прощай».
У Эрики, неожиданно для Моники и Чендлера (впрочем, для неё самой тоже), рождается двойня - мальчик и девочка. Девочку пара решает назвать в честь матери - Эрикой.
В последнем эпизоде Росс окончательно убеждается, что любит Рэйчел, и отправляется в аэропорт, чтобы сказать ей об этом. В то же время Чендлер и Моника заканчивают приготовления к переезду в новый дом. Джоуи собирается сделать им подарок — Цыплёнка-младшего и Утёнка-младшего. Птицы забираются в старый стол для настольного футбола, и его приходится сломать.
Росс находит Рэйчел в аэропорту и говорит ей о своих чувствах. Та, поражённая этой новостью, садится в самолёт. Вернувшись домой, Росс обнаруживает на автоответчике сообщение от Рэйчел, на котором слышно, что она хочет сойти с самолёта, но её не выпускают. Сообщение обрывается на середине, а в дверях появляется Рэйчел. Они целуются и решают начать отношения сначала.
Наутро друзья последний раз собираются в квартире Моники. Нужно оставить ключи от неё хозяину, и все герои по очереди кладут свои экземпляры на стол. Друзья решают пойти выпить кофе…

### Последующие события
После окончания событий сериала Джоуи Триббиани переезжает в Лос-Анджелес, где живут его сестра и племянник, чтобы начать новый этап в своей актёрской карьере.

## В ролях
- Дженнифер Энистон — Рэйчел Грин
- Кортни Кокс — Моника Геллер
- Лиза Кудроу — Фиби Буффе
- Мэтт Леблан — Джоуи Триббиани
- Мэттью Перри — Чендлер Бинг
- Дэвид Швиммер — Росс Геллер

## Эпизоды
| № общий | № в сезоне | Название                                                                            | Режиссёр           | Автор сценария                                                  | Дата премьеры    | Зрители в США (млн) |
| --- | ---------- | ----------------------------------------------------------------------------------- | ------------------ | --------------------------------------------------------------- | ---------------- | ------------------- |
| 219 | 1          | «The One After Joey and Rachel Kiss» «Эпизод после поцелуя Джоуи и Рэйчел»          | Кевин С. Брайт     | Эндрю Рейх и Тед Коэн                                           | 25 сентября 2003 | 24.54               |
| Моника, Чендлер и Фиби подслушивают через стены за Россом и Чарли и за Джоуи и Рэйчел одновременно. Моника находит оригинальное решение проблемы со своими волосами — африканские косички, что, в принципе, никому кроме неё не нравится. Ей приходится избавиться от косичек, когда те застревают в занавеске для душа. Фиби помогает Майку разорвать отношения с его предыдущей девушкой — Прелестью (Энн Дудек). Джоу и Рейчел никак не могут сказать Россу про свои отношения по одиночке и в итоге решают сказать вместе. Спустя пару минут Росс приходит к Джоуи и видит его целующегося с Рэйчел. |            |                                                                                     |                    |                                                                 |                  |                     |
| 220 | 2          | «The One Where Ross is Fine» «Эпизод, где Росс в порядке»                           | Бен Вайс           | Шерри Билсинг-Грэм и Эллен Пламмер                              | 2 октября 2003   | 22.38               |
| Росс пытается притворяться, что одобряет отношения Джоуи и Рэйчел и даже устраивает вечеринку, где напивается и готовит много еды. Чарли, Джоуи и Рэйчел чувствуют себя неловко. На утро Росс осознает, что сделал и смиряется с отношениями Рэйчел и Джоуи. Чендлер и Моника идут к семье, усыновившей ребёнка, чтобы перенять опыт и Чендлер случайно говорит мальчику (Дэрил Сабара), что тот был усыновлен. Фрэнк с тройней приходит к Фиби и рассказывает, что они сводят его с ума («я не спал 4 года!»), Фрэнк предлагает Фиби взять одного из детей, но после понимает, что ни с кем не может расстаться. |            |                                                                                     |                    |                                                                 |                  |                     |
| 221 | 3          | «The One with Ross's Tan» «Эпизод c загаром Росса»                                  | Гэри Халворсон     | Брайан Букнер                                                   | 9 октября 2003   | 21.87               |
| Росс идет в солярий, но получает 4-ю дозу (а затем ещё раз 8-ю дозу) автозагара ТОЛЬКО спереди. Джоуи и Рэйчел хотят перейти на новый уровень в отношения, но ни как не могут этого сделать. В итоге, они решают, что они просто друзья. Фиби и Моника пытаются избавиться от назойливой бывшей соседки, приехавшей из Англии — Аманда (Дженнифер Кулидж). |            |                                                                                     |                    |                                                                 |                  |                     |
| 222 | 4          | «The One with the Cake» «Эпизод с тортом»                                           | Гэри Халворсон     | Роберт Карлок                                                   | 23 октября 2003  | 18.77               |
| Рэйчел и Росс хотят устроить Эмме идеальный первый день рождения для дочери, но друзья не очень хотят быть там: Моника и Чендлер планировали побывать на романтическом уикэнде, у Фиби назначен сеанс массажа, а у Джоуи — пробы, а Эмма, тем временем, ещё не проснулась. Росс снимает гостей и их пожелания для Эммы. В качестве подарка, Джоуи воодушевленно читает детскую книгу, а Фиби поет песню на гитаре. Рэйчел заказывает специальный торт в виде кролика, но ей доставляют торт в виде пениса. Рэйчел и Росс едут в пекарню, но не успевают, Росс по дороге делает из торта кролика. В это время все сбегают с вечеринки, но потом возвращаются и играют в игрушки. |            |                                                                                     |                    |                                                                 |                  |                     |
| 223 | 5          | «The One Where Rachel's Sister Babysits» «Эпизод, в котором сестра Рэйчел нянчится» | Роджер Кристиансен | Дана Клейн Борков                                               | 30 октября 2003  | 19.37               |
| Старшая сестра Рэйчел, Эми, вызывается посидеть с Эммой (которую она называет Эллой) чтобы доказать всем, что она ответственная, но, в итоге, без разрешения прокалывает той уши. После чего, Эми решает стать детским стилистом. Майк в день их годовщины пытается сделать предложение Фиби: сначала на большом экране на стадионе, затем с помощью десерта в ресторане, но Фиби ещё до кульминационного момента все портит, называя такие способы отвратительными. В итоге, Майк все равно делает предложение и Фиби соглашается. Чендлер и Моника просят Рэйчел написать письмо для агентства по усыновлению, но Джоуи перехватывает инициативу. Он пишет письмо с использование тезауруса, но оно получается бессмысленным, затем он пишет письмо без компьютера и агентство решает, что это написал маленький ребёнок, что дает шанс Монике и Чендлеру быть родителями. |            |                                                                                     |                    |                                                                 |                  |                     |
| 224 | 6          | «The One with Ross's Grant» «Эпизод с грантом Росса»                                | Бен Вайс           | Себастьян Джонс                                                 | 6 ноября 2003    | 20.38               |
| Росс является кандидатом на получение гранта для проведения научных работ, человеком, отвечающим за выбор того, кто получит грант, оказывается бывший парень Чарли — Бенджамин Хобард (Грег Киннер). На интервью становится очевидным, что Бенджамин до сих пор любит Чарли и хочет её вернуть: он задает Россу вопросы не связанные с палеонтологией и раскопками. Чарли тоже испытывает к нему чувства и бросает Росса. Фиби расстается со своими вещами, чтобы дать возможность въехать Майку. Одна из таких вещей страшная 3D-картина — Глэдис. Фиби дарит её Монике, над той смеется Рэйчел, но чтобы не обидеть Фиби, они притворились, что не могут поделить картину. Тогда Фиби делает ещё одну картину (еще более страшную) — Глинис. Джоуи просит Чендлера провести ему пробы для рекламы и дает кассету со своей записью. Чендлер не смотрит кассету и врет Джоуи, что его не приняли. Но Джоуи догадывается, что Чендлер наврал и заставляет его накрасить губы синей помадой (рекламируемой Джоуи в Японии и записанной на той кассете: «Ичибан — помада для мужчин» (Ichiban — lipstick for men)). |            |                                                                                     |                    |                                                                 |                  |                     |
| 225 | 7          | «The One with the Home Study» «Эпизод с осмотром квартиры»                          | Кевин С. Брайт     | Марк Кунерт                                                     | 13 ноября 2003   | 20.21               |
| Для усыновления ребёнка Чендлер и Моника должны встретится с социальным работником — Лорой, и дать осмотреть свою квартиру. Когда оказывается, что с Лорой однажды переспал Джоуи и не перезвонил, они притворяются, что не знакомы с Джоуи. А сам Джо думает, что в квартире опасность и пытается туда попасть. Фиби и Майк отдают свои сбережения на свадьбу на пожертвования детям, но затем забирают их обратно. Потом, поразмыслив, решают опять отдать, но служащий детского центра уже сам не принимает деньги. Росс и Рэйчел преодолевают свои детские страхи: Рэйчел боится качаться на качелях, а Росс боится пауков. |            |                                                                                     |                    |                                                                 |                  |                     |
| 226 | 8          | «The One with the Late Thanksgiving» «Эпизод с запоздавшим днём благодарения»       | Гэри Халворсон     | Шана Голдберг-Миэн                                              | 20 ноября 2003   | 20.66               |
| Выпуск посвящён Дню благодарения. Моника и Чендлер готовят вечеринку по случаю дня благодарения хотя и не хотели этого. Они злятся на друзей за то, что те опаздывают: Росс и Джоуи ходили на игру, а Рэйчел и Фиби выиграли в конкурсе красоты для малышей. Моника и Чендлер не впускают их в квартиру, а друзья решают в холле перед дверью как туда попасть. В итоге, дверь ломается и Джоуи падает на стол с угощениями. В это время звонят из агентства по усыновлению: Бинги попали в список потенциальных родителей. Друзья обнимаются. |            |                                                                                     |                    |                                                                 |                  |                     |
| 227 | 9          | «The One with the Birth Mother» «Эпизод с суррогатной матерью»                      | Дэвид Швиммер      | Скотт Силвери                                                   | 8 января 2004    | 25.49               |
| Моника и Чендлер летят в Огайо, чтобы познакомятся с возможной матерью их ребёнка Эрикой (Анна Фэрис) однако в анкетах обнаруживается ошибка: Чендлер — доктор, а Моника — епископ. Когда правда выходит наружу Эрика отказывается от них, но Чендлер её переубеждает. У Росса проблемы с выбором одежды. Рэйчел ведет его по магазинам, но потом пакеты путаются и Россу достается женский свитер, он отрицает что он женский, до тех пор, пока не приходит на свидание в одинаковых свитерах со своей девушкой. Фиби знакомит Джоуи с привлекательной Сарой, но он в бешенстве, так как та ест с его тарелки, а ведь «Джоуи не делится едой!» (Joey doesn’t share food!) |            |                                                                                     |                    |                                                                 |                  |                     |
| 228 | 10         | «The One Where Chandler Gets Caught» «Эпизод, в котором Чендлер пойман»             | Гэри Халворсон     | Доти Абрамс                                                     | 15 января 2004   | 26.68               |
| Рэйчел и Фиби видят Чендлера с агентом по недвижимости и думают, что это его любовница. Позже Моника и Чендлер рассказывают друзьям о том, что хотят приобрести дом в пригороде. Друзья очень расстроены этим фактом и уговаривают их остаться. |            |                                                                                     |                    |                                                                 |                  |                     |
| 229 | 11         | «The One Where the Stripper Cries» «Эпизод, где стриптизёр плачет»                  | Кевин С. Брайт     | Дэвид Крейн и Марта Кауффман                                    | 5 февраля 2004   | 24.91               |
| Моника и Рэйчел устраивают Фиби девичник в элегантном стиле, но Фиби хотела разврата. Тогда девчонкам приходится бысто искать стриптизера. Наконец он появляется — маленький, толстый, с одышкой и совсем не сексуальный (Дени де Вито). Все пытаются скрыть свое отвращение, чем доводят танцора до слез. Затем Фиби просит у него прощения и продолжить танец, теперь уже с большим удовольствием. Джоуи участвует в телевизионной игре — «Пирамида», но делает это ужасно, в финальном туре он отвечает на все вопросы, но последний — проваливает. Чендлер и Росс идут на встречу выпускников колледжа, где выясняется, что Чендлер целовался с Мисси Голдберг (на которую у них заключен пакт), и в отместку целовал Рэйчел. Показываются кадры с вечеринки 1987 года с молодыми друзьями. |            |                                                                                     |                    |                                                                 |                  |                     |
| 230 | 12         | «The One with Phoebe's Wedding» «Эпизод со свадьбой Фиби»                           | Кевин С. Брайт     | Роберт Карлок и Дана Клейн Борков                               | 12 февраля 2004  | 25.90               |
| Фиби и Майк женятся у Центральной кофейни, так как весь Нью-Йорк завалила снежная буря. Моника является организатором свадьбы, но напрягают Фиби своим давлением. Росс и Чендлер соревнуются за право стать шафером жениха. В итоге, Чендлер ведет Фиби к алтарю, а Россу досталась собачка родителей Майка. Джоуи проводит церемонию, а также выступает в роли отца Фиби и хочет «серьезно поговорить» с Майком. |            |                                                                                     |                    |                                                                 |                  |                     |
| 231 | 13         | «The One Where Joey Speaks French» «Эпизод, где Джоуи разговаривает по-французски»  | Гэри Халворсон     | Шерри Билсинг-Грэм и Эллен Пламмер                              | 19 февраля 2004  | 24.27               |
| Фиби пытается обучить Джоуи французскому, так как это необходимо для проб, но Джоуи абсолютно бездарен в этой сфере. Они ссорятся. Когда Джоуи приходит на пробы, то режиссёр хочет его выгнать, но к нему подходит Фиби и по-французски объясняет, что «это её младший брат, страдающий слабоумием. Пожалуйста не говорите ему ничего, а просто похвалите его работу». У отца Рэйчел случается сердечный приступ и она с Россом едет в больницу. Эрика, мать будущих детей Моники и Чендлера, приезжает к ним в гости и хочет посмотреть город, она не может вспомнить кто является отцом ребёнка: одноклассник-спортсмен или парень, убивший своего отца лопатой. |            |                                                                                     |                    |                                                                 |                  |                     |
| 232 | 14         | «The One with Princess Consuela» «Эпизод с принцессой Консуэлой»                    | Гэри Халворсон     | Сюжет : Роберт Карлок Телесценарий : Трейси Райли               | 26 февраля 2004  | 22.83               |
| Рэйчел проходит интервью в ресторане у представителя Gucci, однако за спиной сидит нынешний начальник, таким образом, она теряет свою работу у Ральфа Лорена. Но её старый знакомый-Марк предлагает ей работу в Louis Vuitton в Париже. Фиби узнаёт, что может сменить имя и становится Принцессой Консуэллой Банана Хэммок, «но друзья могут звать — Валери»; в таком случае Майк называет себя — Бак Мусора (Crap Bag), в итоге Фиби сменяет свое имя на Фиби Буфе-Ханниган. Чендлер и Моника пытаются рассказать Джоуи о плюсах их потенциального дома и едут туда на осмотр. В доме Джоуи встречается с девочкой-Маккензи (Дакота Фэнинг), которая убеждает его принять решение друзей. Росс получает повышение. |            |                                                                                     |                    |                                                                 |                  |                     |
| 233 | 15         | «The One Where Estelle Dies» «Эпизод, в котором Эстель умирает»                     | Гэри Халворсон     | Сюжет : Марк Кунерт Телесценарий : Дэвид Крейн и Марта Кауффман | 22 апреля 2004   | 22.64               |
| Эстель, агент Джоуи, умирает, но друзья не хотят говорить ему об этом. Фиби притворяется Эстель и продолжает работать с Джоуи. Дженис собирается купить дом по соседству от того, который выбрали Моника и Чендлер, им приходится придумывать способ, чтобы избавиться от неё. Росс уговаривает бывшего начальника Рейчел взять её обратно на работу, чтобы та не уезжала в Париж, но Рейчел все же решает ехать. |            |                                                                                     |                    |                                                                 |                  |                     |
| 234 | 16         | «The One with Rachel's Going Away Party» «Эпизод с прощальной вечеринкой Рэйчел»    | Гэри Халворсон     | Эндрю Рейх и Тед Коэн                                           | 29 апреля 2004   | 24.51               |
| Рэйчел устраивает прощальную вечеринку, где прощается с каждым по отдельности, кроме Росса. Росс переживает и приходит к ней за объяснениями, они ссорятся. Моника и Чендлер пакуют вещи и Чендлер находит мохнатые наручники. Друзья пытаются выяснить, кому они принадлежат и в конце концов сходятся на мысли, что это наручники бабушки Геллер. Эрика приехала в Нью-Йорк и готовится к родам. Она наелась острой еды и у неё отходят воды. |            |                                                                                     |                    |                                                                 |                  |                     |
| 235236 | 1718       | «The Last One» «Финальный эпизод»                                                   | Кевин С. Брайт     | Дэвид Крейн и Марта Кауффман                                    | 6 мая 2004       | 52.46               |
| Моника и Чендлер бегут в больницу на роды, оставляя Джоуи и Фиби паковать вещи. Росс и Рэйчел проводят ночь вместе. Росс надеется, что Рэйчел останется, но та считает, что это был лучший способ сказать «прощай». Гантер признаётся в любви Рэйчел. К удивлению всех Эрика рожает двойню, девочку называют — Эрика (в честь их биологической матери), а мальчика — Джек (в честь отца Моники и Росса). Фиби уговаривает Росса рассказать о своих чувствах перед отъездом Рэйчел, они едут в аэропорт, что бы её задержать. Джоуи хочет подарить Чендлеру и Монике новых Цыпу и Утю, но обнаруживает, что они застряли в футбольном столе. Друзья осознают, что стол придется сломать… Это с удовольствием делает Моника. Чендлер отдает птиц Джоуи. Росс и Фиби едут в аэропорт за Рэйчел, когда они приезжают в аэропорт Джона Кеннеди узнают, что Рэйчел в аэропорте Ньюарка. Фиби вызывает панику у пассажиров самолета и им приходится сойти. Росс успевает признаться Рэйчел в любви, но та все равно садится в самолёт. Росс приходит домой разбитый и слушает автоответчик, где оставила сообщение Рэйчел: она говорит, что тоже его любит и пытается сойти с самолета. Тут же раскрывается дверь и в квартиру входит Рэйчел. Друзья в последний раз собираются в квартире Моники и Чендлера, оставляют свои ключи на столе и идут пить кофе в Центральной кофейне.. |            |                                                                                     |                    |                                                                 |                  |                     |

### Специальный эпизод
| № в сезоне                     | Название                                                      | Дата премьеры | Зрители в США (млн) |
| ------------------------------ | ------------------------------------------------------------- | ------------- | ------------------- |
| S02S03                         | «The One with All the Other Ones» «Тот со воспоминаниями....» | 6 мая 2004    | 36.89               |
| Флешбэки всех сезонов сериала. |                                                               |               |                     |